# Omen (canción)
«Omen» es una canción realizada por el dúo de DJ británicos Disclosure que cuenta con la colaboración vocal de Sam Smith. Fue puesto a la venta como descarga digital el 27 de julio de 2015 bajo la discográfica Island Records. Es el segundo sencillo del segundo álbum de estudio de Disclosure, Caracal (2015), seguido de "Holding On". Este fue escrito por Guy Lawrence, Howard Lawrence y Smith y coescrito por Jimmy Napes. Es la segunda colaboración entre Smith y Disclosure, el otro sencillo fue "Latch" en 2012. La canción alcanzó los primeros lugares en países múltiples y fue presentado como parte de la banda sonora para el videojuego FIFA 16.

## Vídeo musical
Un vídeo musical de la pista fue puesto en YouTube el 27 de julio de 2015, seguido por una secuela que es "Jaded". El vídeo fue grabado en el Teatro Fru Fru de la Ciudad de México.

## Lista de Sencillos
- Descarga digital

1. "Omen" (Ft. Sam Smith) – 3:50

- Descarga digital – Remix[3]

1. "Omen" (Claptone Remix) – 6:10

- Descarga digital – Remix[4]

1. "Omen" (Claude VonStroke Remix) – 7:03

- Descarga digital – Remix[5]

1. "Omen" (Jonas Rathsman Remix) – 8:32

- Descarga digital – Remix[6]

1. "Omen" (Klyne Remix) – 3:25

- 12" Remix EP[7]

1. "Omen" (Versión de álbum) – 3:50
2. "Omen" (Claude VonStroke Remix) – 7:03
3. "Omen" (Jonas Rathsman Remix) – 8:32
4. "Omen" (Motez Remix) – 4:43

## Posicionamiento
| Lista (2015–16)                             | Mejor posición |
| ------------------------------------------- | -------------- |
| Australia (ARIA)                            | 29             |
| Austria (Ö3 Austria Top 40)                 | 74             |
| Bélgica (Flandes) (Ultratip Bubbling Under) | 2              |
| Bélgica (Valonia) (Ultratip Bubbling Under) | 2              |
| Canadá (Canadian Hot 100)                   | 43             |
| Dinamarca (Tracklisten)                     | 27             |
| Euro Digital Songs (Billboard)              | 8              |
| Francia (SNEP)                              | 66             |
| Alemania (Media Control AG)                 | 74             |
| Hungría (Single Top 40)                     | 36             |
| Irlanda (IRMA)                              | 29             |
| Italia (FIMI)                               | 64             |
| Japón (Japan Hot 100)                       | 89             |
| Mexico Airplay (Billboard)                  | 28             |
| Mexico Ingles Airplay (Billboard)           | 4              |
| Países Bajos (Dutch Top 40)                 | 27             |
| Países Bajos (Mega Single Top 100)          | 27             |
| Nueva Zelanda (Recorded Music NZ)           | 8              |
| Poland (Video Chart)                        | 4              |
| Escocia (Scottish Singles Sales Chart)      | 12             |
| Suecia (Sverigetopplistan)                  | 56             |
| Suiza (Schweizer Hitparade)                 | 50             |
| Reino Unido (UK Singles Chart)              | 13             |
| Reino Unido (UK Dance Chart)                | 6              |
| Estados Unidos (Billboard Hot 100)          | 64             |
| Estados Unidos (Hot Dance Club Songs)       | 1              |
| Estados Unidos (Mainstream Top 40)          | 32             |

## Certificaciones
| Territorio     | Organismo certificador | Certificación | Ventas certificadas | Simbolización | Ref.   |        |        |        |
| Europa         | Europa                 | Europa        | Europa              | Europa        | Europa | Europa | Europa | Europa |
| -------------- | ---------------------- | ------------- | ------------------- | ------------- | ------ | ------ | ------ | ------ |
| Italia         | FIMI                   | Oro           | 25,000              |               | [ 35 ] |        |        |        |
| Polonia        | ZPAV                   | Oro           | 10 ,000             |               | [ 36 ] |        |        |        |
| Reino Unido    | BPI                    | Plata         | 200, 000            |               | [ 37 ] |        |        |        |
| América        |                        |               |                     |               |        |        |        |        |
| Brasil         | ABPD                   | Oro           | 20,000              |               | [ 38 ] |        |        |        |
| Estados Unidos | —                      | —             | 135,000             | —             | [ 39 ] |        |        |        |
| Oceanía        |                        |               |                     |               |        |        |        |        |
| Nueva Zelanda  | RIANZ                  | Platino       | 0*                  |               | [ 40 ] |        |        |        |

## Historial de lanzamientos
| Región        | Fecha               | Discográfica | Formato          |
| ------------- | ------------------- | ------------ | ---------------- |
| Todo el mundo | 27 de julio de 2015 | PMR Island   | Descarga digital |